# Miguel Rua
Miguel Rúa, S.D.B. (em italiano:  Michele Rua) foi um religioso e pedagogo italiano, Reitor-Mor da Congregação Salesiana. É venerado como beato pela Igreja Católica. 

## Primeiros anos
Rúa nasceu em Valdocco, uma vizinhança pobre nos subúrbios da cidade de Turim. Ele era o mais novo de nove filhos de Giovanni Battista e Giovanna Maria Rua. Seu pai, que era o supervisor de uma fábrica de armamentos na cidade, morreu em 2 de agosto de 1854. Ele passou então a viver com a sua mãe no apartamento da família na fábrica, que ela conseguiu manter, e que a tomou como empregada. O jovem Miguel estudou numa escola dirigida pelos Irmãos da Escolas Cristãs.

## Dom Bosco
Não muito depois, o jovem Rúa conheceu Dom João Bosco, um jovem padre que estava trabalhando para melhorar a vida das crianças da região e que tinha acabado de construir um oratório dedicado a São Francisco de Sales em Valdocco. Quando ele tinha uns 10 anos de idade, Bosco disse a ele: "Nós dois vamos dividir tudo em nossas vidas - tristezas, alegrias, trabalho". Miguel foi um dos primeiros com quem Bosco dividiu sua ideia de formar uma sociedade salesiana. Em 1852, com quinze anos, ele se juntou ao oratório de Dom Bosco para completar ali a sua educação.

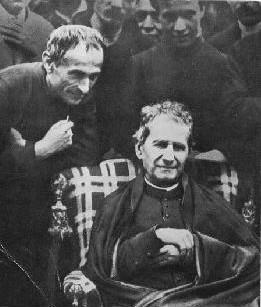
Beato Miguel Rúa (esq) com São João Bosco durante uma visita a Barcelona em 1885

Rúa fez a sua primeira profissão de fé em 1855 na nova "Sociedade de São Francisco de Sales" que Dom Bosco estava fundando para levar adiante o seu sonho e foi o seu primeiro membro. Pelos 36 anos seguintes, Miguel foi o colaborador mais próximo de Dom Bosco no desenvolvimento da congregação.
Com a morte da mãe de Bosco em novembro de 1856, ele trouxe a sua própria mãe para viver no oratório, onde ela passou os próximos vinte anos como "mãe" da jovem sociedade. Em 1858, ele acompanhou Bosco a Roma para conseguir a autorização oficial para a Sociedade junto à Santa Sé. Ele serviu como primeiro diretor espiritual da Sociedade aos 22 anos (1859), antes mesmo de ser ordenado sacerdote em 29 de julho de 1860.

## Liderança
Com a idade de 26 anos, Rúa serviu como reitor de Mirabello, a primeira casa da Sociedade fora de Turim (1863-65), retornando depois a Turim para ser o vice-reitor em Valdocco e gerente da Letture Cattoliche ("Leituras Católicas"). Ele esteve envolvido na formação dos candidatos para a Sociedade e foi o primeiro diretor das Irmãs Salesianas, formalmente chamadas de "Filhas de Maria, Auxiliadora dos cristãos", fundada em 1872.
Miguel foi um companheiro constante de Dom Bosco em suas viagens e se tornou o vigário da Sociedade em 1865. A pedido de Bosco, em 1884, o papa Leão XIII designou-o como seu sucessor e o confirmou como rector major em 1888, após a morte do fundador. Até hoje, ele é o reitor que mais tempo passou no cargo.
Quando Rua morreu em 1910, aos 73 anos de idade, a Sociedade havia passado de 773 para 4 000 salesianos, de 57 para 345 comunidades e de 6 para 34 províncias em 33 países do mundo.

## Devoção
Miguel Rúa foi beatificado em 29 de outubro de 1975 pelo papa Paulo VI, que declarou na ocasião:
| “ | A família salesiana teve a sua origem em Dom Bosco e sua continuidade em Dom Rúa... Ele transformou o exemplo de Dom Bosco numa escola, sua regra num espírito, sua santidade num modelo; ele transformou o regato em um rio. | ” |
|   | — papa Paulo VI. |   |

Seus restos mortais são venerados em Turim na cripta da Basílica de Nossa Senhora Auxiliadora e sua festa é celebrada em 29 de outubro no aniversário de sua beatificação.